# Стојник (Сопот)
Стојник је насеље у Градској општини Сопот у Граду Београду. Према попису из 2022. било је 510 становника.
Овде се налази Црква Светог Марка у Стојнику.

## Историја
Стојник се налази западно од општине Сопот. Стојник је старије насеље. У непосредној близини је Градиште, где се налази на трагове старог насеља. Осим тога, у једном делу села, које се данас зове Старо село, има трагова од неког гробља које зову Гробљице. Пердање вели да је село првобитно било у данашњем Старом Селу, а касније у Дубокој Јами, у изворном делу потока Врбовица, у чијој је близини гробље. На овоме месту биле су стара црква и школа. Предање вели да су се тадашњи становници „због чуме која је свет морила“ преселили на данашње место.
Први писани помен о овоме селу имамо из првих десетина 18.века. На карти из доба Аустријске Србије (1717.-1739.г.) ово је село забележено под именом Stonik и тада је имало 30 кућа. Првих десетина 19. века Стојник је улазио у састав Катићеве кнежине и имао је 1818.г. 38, а 1822.г. 44 куће 1846. село је припадало туријском срезу и имало је 79 кућа.
По попису из 1921.г. Стојник је имао 228 кућа са 1350 становника.
За најстарије становнике сматрају се: Бедићи (Томашевићи) чији је предак Јагар дошао од Сјенице, затим Вукотићи (са разним презименима) чији предак Стојко дошао од Бјелог Поља, и то одмах после Бедића. итд. (подаци крајем 1921. године).

## Демографија
У насељу Стојник живи 551 пунолетни становник, а просечна старост становништва износи 47,6 година (45,8 код мушкараца и 49,4 код жена). У насељу има 260 домаћинстава, а просечан број чланова по домаћинству је 2,47.
Ово насеље је у великим делом насељено Србима (према попису из 2002. године), а у последња три пописа, примећен је пад у броју становника.
|  |

| Демографија | Демографија | Демографија |
| Година      | Становника  | Становника  |
| ----------- | ----------- | ----------- |
| 1948.       | 1.493       |             |
| 1953.       | 1.471       |             |
| 1961.       | 1.175       |             |
| 1971.       | 953         |             |
| 1981.       | 769         |             |
| 1991.       | 679         | 675         |
| 2002.       | 642         | 656         |

| Етнички састав према попису из 2002.‍ | Етнички састав према попису из 2002.‍ | Етнички састав према попису из 2002.‍ | Етнички састав према попису из 2002.‍ | Етнички састав према попису из 2002.‍ |
| ------------------------------------ | ------------------------------------ | ------------------------------------ | ------------------------------------ | ------------------------------------ |
|                                      |                                      |                                      |                                      |                                      |
| Срби                                 | Срби                                 |                                      | 631                                  | 98,28%                               |
| Бугари                               | Бугари                               |                                      | 2                                    | 0,31%                                |
| Црногорци                            | Црногорци                            |                                      | 1                                    | 0,15%                                |
| Македонци                            | Македонци                            |                                      | 1                                    | 0,15%                                |
| Југословени                          | Југословени                          |                                      | 1                                    | 0,15%                                |
| непознато                            | непознато                            |                                      | 1                                    | 0,15%                                |

| Година пописа     | 1948. | 1953. | 1961. | 1971. | 1981. | 1991. | 2002. |
| ----------------- | ----- | ----- | ----- | ----- | ----- | ----- | ----- |
| Број домаћинстава | 334   | 345   | 343   | 319   | 260   | 223   | 260   |

| Број чланова      | 1  | 2  | 3  | 4  | 5  | 6  | 7 | 8 | 9 | 10 и више | Просек |
| ----------------- | -- | -- | -- | -- | -- | -- | - | - | - | --------- | ------ |
| Број домаћинстава | 85 | 85 | 30 | 29 | 13 | 11 | 6 | 1 | 0 | 0         | 2,47   |

| Пол    | Укупно | Неожењен/Неудата | Ожењен/Удата | Удовац/Удовица | Разведен/Разведена | Непознато |
| ------ | ------ | ---------------- | ------------ | -------------- | ------------------ | --------- |
| Мушки  | 276    | 60               | 187          | 19             | 10                 | 0         |
| Женски | 289    | 25               | 184          | 72             | 8                  | 0         |
| УКУПНО | 565    | 85               | 371          | 91             | 18                 | 0         |

| Пол    | Укупно                    | Пољопривреда, лов и шумарство | Рибарство                            | Вађење руде и камена | Прерађивачка индустрија       |
| ------ | ------------------------- | ----------------------------- | ------------------------------------ | -------------------- | ----------------------------- |
| Мушки  | 137                       | 44                            | 0                                    | 0                    | 21                            |
| Женски | 96                        | 54                            | 0                                    | 0                    | 8                             |
| УКУПНО | 233                       | 98                            | 0                                    | 0                    | 29                            |
| Пол    | Производња и снабдевање   | Грађевинарство                | Трговина                             | Хотели и ресторани   | Саобраћај, складиштење и везе |
| Мушки  | 2                         | 9                             | 11                                   | 2                    | 24                            |
| Женски | 1                         | 0                             | 3                                    | 4                    | 6                             |
| УКУПНО | 3                         | 9                             | 14                                   | 6                    | 30                            |
| Пол    | Финансијско посредовање   | Некретнине                    | Државна управа и одбрана             | Образовање           | Здравствени и социјални рад   |
| Мушки  | 0                         | 5                             | 7                                    | 1                    | 7                             |
| Женски | 0                         | 0                             | 3                                    | 4                    | 11                            |
| УКУПНО | 0                         | 5                             | 10                                   | 5                    | 18                            |
| Пол    | Остале услужне активности | Приватна домаћинства          | Екстериторијалне организације и тела | Непознато            | Непознато                     |
| Мушки  | 2                         | 0                             | 0                                    | 2                    | 2                             |
| Женски | 2                         | 0                             | 0                                    | 0                    | 0                             |
| УКУПНО | 4                         | 0                             | 0                                    | 2                    | 2                             |